# Guido de Penthièvre

Escudo de Armas da Casa de Limoges.

Guido de Penthièvre ou Guy da Bretanha ou também Guido VII de Limoges (1287 – 27 de Março de 1331) foi conde de Penthièvre entre 1312 e 1331, e visconde de Limoges entre 1314 e 1317.

## Relações familiares
Foi o segundo filho de Artur II de Dreux (25 de Julho de 1262 -?), duque da Bretanha e de Maria de Limoges (1260 -?), viscondessa de Limoges. Casou em 1318 com Joana de Avaugour também conhecida como Joana de Penthièvre (1300 -?), condessa de Goëllo, e depois duquesa da Bretanha, de quem teve:
1. Joana, Duquesa da Bretanha (1319 - 10 de setembro de 1384), condessa de Penthièvre casada em 4 de junho de 1337, em Paris com Carlos de Châtillon, filho de Guy I de Châtillon, (1290 – 12 de agosto de 1342) conde de Blois, e de Margarida de Valois.